# Liste der Baudenkmale in Neustadt-Glewe
In der Liste der Baudenkmale in Neustadt-Glewe sind alle Baudenkmale der Stadt Neustadt-Glewe und ihrer Ortsteile (Landkreis Ludwigslust-Parchim) aufgelistet (Stand: November 2009).

## Neustadt-Glewe
| ID | Lage                            | Bezeichnung                                                               | Beschreibung | Bild                                                                      |
| -- | ------------------------------- | ------------------------------------------------------------------------- | --- | ------------------------------------------------------------------------- |
|    | Amtsfreiheit 2 (Karte)          | Bürgerbegegnungsstätte                                                    | | Bürgerbegegnungsstätte                                                    |
|    | Alte Burg (Karte)               | Alte Burg, Mauer, Bergfried, Altes Haus und Neues Haus                    | Die Alte Burg ist eine Randhausburg. Seit 1358 diente die Alte Burg, welche in den Jahrhunderten mehrfach umgebaut und erweitert wurde, als Vogtei, bis ins 18. Jahrhundert als Nebenresidenz der mecklenburgischen Herzöge. 1882 wird auf der Burg das Neustädter Technikum gegründet, bis 1920 wurde im Gemäuer unterrichtet. | Alte Burg, Mauer, Bergfried, Altes Haus und Neues Haus                    |
|    | Am Kiez 2 (Karte)               | Bauernhaus                                                                | |                                                                           |
|    | Am Kiez 3 (Karte)               | Wohnhaus                                                                  | |                                                                           |
|    | Am Kiez 7 (Karte)               | Hallenhaus                                                                | |                                                                           |
|    | Am Kiez 23 (Karte)              | Büdnerei                                                                  | |                                                                           |
|    | Amtsfreiheit 1 (Karte)          | Hallenhaus                                                                | |                                                                           |
|    | Am See 8 (Karte)                | Landreiterhaus mit Umgebung                                               | | Landreiterhaus mit Umgebung                                               |
|    | An der Burg 1 (Karte)           | Elektrizitätswerk mit Maschinenhaus, Verwaltungsgebäude                   | Das Elektrizitätswerk wurde auf den Fundamenten einer 1918 abgebrannten Wassermühle errichtet und nahm 1922 den Betrieb auf. | Elektrizitätswerk mit Maschinenhaus, Verwaltungsgebäude                   |
|    | Bahnhofstraße 5 (Karte)         | Wohn- und Geschäftshaus                                                   | | Wohn- und Geschäftshaus                                                   |
|    | Bahnhofstraße 15 (Karte)        | Wohnhaus                                                                  | | Wohnhaus                                                                  |
|    | Bahnhofstraße 20 (Karte)        | Wohnhaus                                                                  | | Wohnhaus                                                                  |
|    | Bahnhofstraße 22 (Karte)        | Wohnhaus                                                                  | |                                                                           |
|    | Bahnhofstraße 32 (Karte)        | Wohnhaus                                                                  | | Wohnhaus                                                                  |
|    | Bahnhofstraße 33 (Karte)        | Wohnhaus                                                                  | | Wohnhaus                                                                  |
|    | Bahnhofstraße 34 (Karte)        | Wohnhaus                                                                  | |                                                                           |
|    | Bahnhofstraße 35 (Karte)        | Wohnhaus                                                                  | | Wohnhaus                                                                  |
|    | Bahnhofstraße 36 (Karte)        | Wohn- u. Geschäftshaus                                                    | | Wohn- u. Geschäftshaus                                                    |
|    | Bleicherstraße 1 (Karte)        | Wohnhaus                                                                  | | Wohnhaus                                                                  |
|    | Bleicherstraße 3 (Karte)        | Wohnhaus                                                                  | |                                                                           |
|    | Breitscheidstraße 1 (Karte)     | Wohn- und Geschäftshaus                                                   | | Wohn- und Geschäftshaus                                                   |
|    | Breitscheidstraße 2 (Karte)     | Wohn- und Geschäftshaus                                                   | | Wohn- und Geschäftshaus                                                   |
|    | Breitscheidstraße 3 (Karte)     | Wohn- und Geschäftshaus                                                   | | Wohn- und Geschäftshaus                                                   |
|    | Breitscheidstraße 5 (Karte)     | Wohn- und Geschäftshaus                                                   | |                                                                           |
|    | Breitscheidstraße 5a (Karte)    | Ehemalige Post                                                            | saniert 2012 | Ehemalige Post                                                            |
|    | Breitscheidstraße 8 (Karte)     | Haustür                                                                   | | Haustür                                                                   |
|    | Breitscheidstraße 9 (Karte)     | Wohn- und Geschäftshaus                                                   | |                                                                           |
|    | Breitscheidstraße 10 (Karte)    | Wohn- und Geschäftshaus                                                   | | Wohn- und Geschäftshaus                                                   |
|    | Breitscheidstraße 12 (Karte)    | Wohn- und Geschäftshaus                                                   | | Wohn- und Geschäftshaus                                                   |
|    | Breitscheidstraße 15 (Karte)    | Wohn- und Geschäftshaus                                                   | | Wohn- und Geschäftshaus                                                   |
|    | Breitscheidstraße 16 (Karte)    | Wohn- und Geschäftshaus                                                   | |                                                                           |
|    | Breitscheidstraße 17 (Karte)    | Wohn- und Geschäftshaus                                                   | |                                                                           |
|    | Breitscheidstraße 18 (Karte)    | Wohn- und Geschäftshaus                                                   | |                                                                           |
|    | Breitscheidstraße 19 (Karte)    | Wohn- und Geschäftshaus                                                   | | Wohn- und Geschäftshaus                                                   |
|    | Breitscheidstraße 21 (Karte)    | Wohn- und Geschäftshaus                                                   | | Wohn- und Geschäftshaus                                                   |
|    | Breitscheidstraße 22 (Karte)    | Wohnhaus                                                                  | | Wohnhaus                                                                  |
|    | Breitscheidstraße 24 (Karte)    | Wohn- und Geschäftshaus                                                   | | Wohn- und Geschäftshaus                                                   |
|    | Breitscheidstraße 25 (Karte)    | Wohn- und Geschäftshaus                                                   | | Wohn- und Geschäftshaus                                                   |
|    | Breitscheidstraße 27 (Karte)    | Wohn- und Geschäftshaus                                                   | |                                                                           |
|    | Breitscheidstraße 29 (Karte)    | Wohn- und Geschäftshaus                                                   | |                                                                           |
|    | Breitscheidstraße 30 (Karte)    | Wohn- und Geschäftshaus                                                   | |                                                                           |
|    | Breitscheidstraße 31 (Karte)    | Wohn- und Geschäftshaus                                                   | | Wohn- und Geschäftshaus                                                   |
|    | Breitscheidstraße 33 (Karte)    | Wohn- und Geschäftshaus                                                   | | Wohn- und Geschäftshaus                                                   |
|    | Breitscheidstraße 34 (Karte)    | Wohn- und Geschäftshaus                                                   | |                                                                           |
|    | Breitscheidstraße 35 (Karte)    | Wohn- und Geschäftshaus                                                   | |                                                                           |
|    | Breitscheidstraße 37 (Karte)    | Wohnhaus                                                                  | | Wohnhaus                                                                  |
|    | Breitscheidstraße 38 (Karte)    | Wohn- und Geschäftshaus                                                   | |                                                                           |
|    | Breitscheidstraße 41 (Karte)    | Wohn- und Geschäftshaus                                                   | |                                                                           |
|    | Breitscheidstraße 43 (Karte)    | Wohn- und Geschäftshaus                                                   | |                                                                           |
|    | Breitscheidstraße 45 (Karte)    | Wohn- und Geschäftshaus                                                   | | Wohn- und Geschäftshaus                                                   |
|    | Breitscheidstraße 48 (Karte)    | Wohnhaus                                                                  | | Wohnhaus                                                                  |
|    | Burgstraße 5 (Karte)            | Haustür                                                                   | | Haustür                                                                   |
|    | Friedhof (Karte)                | OdF-Denkmal für ehemalige Häftlinge aus dem Außenlager des KZ Ravensbrück | Das Konzentrationslager Neustadt-Glewe war ein Außenlager des Frauen-KZ Ravensbrück. | OdF-Denkmal für ehemalige Häftlinge aus dem Außenlager des KZ Ravensbrück |
|    | Friedhof (Karte)                | sowjetischer Soldatenfriedhof                                             | | sowjetischer Soldatenfriedhof                                             |
|    | Große Wallstraße 4 (Karte)      | Wohnhaus                                                                  | |                                                                           |
|    | Große Wallstraße 36 (Karte)     | Wohnhaus                                                                  | |                                                                           |
|    | Große Wallstraße 40a (Karte)    | Wohnhaus                                                                  | |                                                                           |
|    | Kirchplatz (Karte)              | Kirche                                                                    | Die im 14. Jahrhundert erbaute Stadtkirche wurde danach vielfach verändert und umgestaltet. Die Marienkirche mit dreiseitigem Ostschluss hat einen einfachen Westgiebel, der als Blendgiebel gestaltet wurde. Die äußeren Strebepfeiler mit den dazwischen liegenden spitzbogigen Fenstern prägen das Aussehen und stützten die früheren gotischen Wölbungen. Heute hat die Kirche ein Satteldach und im Inneren eine gekehlte Flachdecke. | Weitere Bilder                                                            |
|    | Kirchplatz 1 (Karte)            | Pfarrhaus                                                                 | | Pfarrhaus                                                                 |
|    | Kirchplatz 2 (Karte)            | Wohnhaus                                                                  | |                                                                           |
|    | Kirchplatz 3 (Karte)            | Wohn- und Geschäftshaus                                                   | |                                                                           |
|    | Kirchplatz (Karte)              | Glockenhaus                                                               | erbaut 1784, Fachwerkbau | Weitere Bilder                                                            |
|    | Kleine Wallstraße 14 (Karte)    | Wohnhaus                                                                  | |                                                                           |
|    | Kleine Wallstraße 17 (Karte)    | Wohnhaus                                                                  | |                                                                           |
|    | Kleine Wallstraße 22 (Karte)    | Wohnhaus                                                                  | |                                                                           |
|    | Kronskamper Straße 1 (Karte)    | Wohn- und Geschäftshaus                                                   | |                                                                           |
|    | Laascher Straße                 | Gedenkstein August Apfelbaum                                              | |                                                                           |
|    | Lederstraße (Karte)             | Lederwerk-Fertigungsgebäude                                               | |                                                                           |
|    | Ludwigsluster Straße 3 (Karte)  | ehemaliges Technikum                                                      | | ehemaliges Technikum                                                      |
|    | Ludwigsluster Straße 5 (Karte)  | Feuerwehrgebäude                                                          | |                                                                           |
|    | Ludwigsluster Straße 17 (Karte) | Wohnhaus                                                                  | |                                                                           |
|    | Ludwigsluster Straße 22 (Karte) | Haustür                                                                   | |                                                                           |
|    | Markt 1 (Karte)                 | Rathaus                                                                   | Das Rathaus wurde von 1802 bis 1806 gebaut. Der zweigeschossige, rechteckige Putzbau mit seinen einfachen horizontalen Ecklisenen ist zum Markt in drei Teile mit drei Fensterachsen gegliedert. | Rathaus                                                                   |
|    | Markt 2 (Karte)                 | Wohnhaus                                                                  | | Wohnhaus                                                                  |
|    | Markt 3 (Karte)                 | Wohnhaus                                                                  | | Wohnhaus                                                                  |
|    | Markt 5 (Karte)                 | Wohnhaus                                                                  | | Wohnhaus                                                                  |
|    | Markt 6 (Karte)                 | Wohn- und Geschäftshaus                                                   | |                                                                           |
|    | Markt 7 (Karte)                 | Wohnhaus                                                                  | | Wohnhaus                                                                  |
|    | Marktstraße 2 (Karte)           | Wohnhaus                                                                  | |                                                                           |
|    | Marktstraße 3 (Karte)           | Wohnhaus                                                                  | |                                                                           |
|    | Marktstraße 4 (Karte)           | Wohnhaus                                                                  | |                                                                           |
|    | Marktstraße 5 (Karte)           | Wohnhaus                                                                  | |                                                                           |
|    | Rosenstraße 6 (Karte)           | Wohnhaus                                                                  | |                                                                           |
|    | Rosenstraße 7 (Karte)           | Wohnhaus                                                                  | | Wohnhaus                                                                  |
|    | Rosenstraße 8 (Karte)           | Wohnhaus                                                                  | | Wohnhaus                                                                  |
|    | Rosenstraße 9 (Karte)           | Wohnhaus                                                                  | | Wohnhaus                                                                  |
|    | Rosmarinstraße 8 (Karte)        | Wohnhaus                                                                  | |                                                                           |
|    | Rosmarinstraße 10 (Karte)       | Wohnhaus                                                                  | |                                                                           |
|    | Schloßfreiheit (Karte)          | Amtshaus                                                                  | | Amtshaus                                                                  |
|    | Schloßfreiheit (Karte)          | Neues Schloss mit Park                                                    | Mit dem Bau des Schlosses wurde 1618/19 auf Weisung von Herzog Adolf Friedrich I. begonnen. Zwischen 1629 und 1711 kamen die Arbeiten zum Erliegen. Erst 1717 wurde das Schloss unter Leitung des Architekten Leonhard Christoph Sturm fertiggestellt. An das Schloss schließt sich in Richtung Schleuse ein kleiner, heute naturbelassener Park an.                                                                                       | Neues Schloss mit Park                                                    |
|    | Thälmannstraße 4 (Karte)        | Wohnhaus und Garten (ehemalige Poliklinik)                                | |                                                                           |
|    | Wasserstraße 11 (Karte)         | Wohnhaus                                                                  | |                                                                           |
|    | Wasserstraße 12 b (Karte)       | Wohnhaus                                                                  | |                                                                           |
|    | Wasserstraße 16 (Karte)         | Wohnhaus                                                                  | |                                                                           |
|    | Wasserstraße 17/19 (Karte)      | Wohnhaus                                                                  | | Wohnhaus                                                                  |
|    | Wasserstraße 18 (Karte)         | Wohnhaus mit Stall                                                        | | Wohnhaus mit Stall                                                        |
|    | Wasserstraße 24 (Karte)         | Wohnhaus                                                                  | |                                                                           |
|    | Wasserstraße 26 (Karte)         | Wohnhaus                                                                  | |                                                                           |

## Friedrichsmoor
| ID | Lage                   | Bezeichnung                                                                                     | Beschreibung                                                       | Bild                                                                                            |
| -- | ---------------------- | ----------------------------------------------------------------------------------------------- | ------------------------------------------------------------------ | ----------------------------------------------------------------------------------------------- |
|    | Ringstraße 3 (Karte)   | Schule mit Stall                                                                                |                                                                    |                                                                                                 |
|    | Ringstraße 5 (Karte)   | Fischerhaus mit Stallscheune                                                                    |                                                                    |                                                                                                 |
|    | Schloßallee 9 (Karte)  | Forstgehöft mit Wohnhaus, Fachwerkscheune, Schweinestall, Kühlspeicher und ehemaliger Eiskeller |                                                                    | Forstgehöft mit Wohnhaus, Fachwerkscheune, Schweinestall, Kühlspeicher und ehemaliger Eiskeller |
|    | Schloßallee 10 (Karte) | Jagdschloss mit Nebengebäude (ehemaliger Marstall)                                              | Das Jagdschloss wurde um 1700 von Herzog Friedrich Wilhelm erbaut. | Jagdschloss mit Nebengebäude (ehemaliger Marstall)                                              |

## Hohewisch
| ID | Lage       | Bezeichnung                 | Beschreibung | Bild |
| -- | ---------- | --------------------------- | ------------ | ---- |
|    | Eldestraße | Gefallenendenkmal 1914/1918 |              |      |

## Klein Laasch
| ID | Lage                   | Bezeichnung                            | Beschreibung | Bild                        |
| -- | ---------------------- | -------------------------------------- | ------------ | --------------------------- |
|    | Eldeufer 8 (Karte)     | Hallenhaus                             |              | Hallenhaus                  |
|    | Eldeufer 12 (Karte)    | Wohnhaus                               |              |                             |
|    | Hauptstraße 11 (Karte) | Forsthof mit Wohnhaus und Holzschuppen |              |                             |
|    | Hauptstraße (Karte)    | Gefallenendenkmal 1914/1918            |              | Gefallenendenkmal 1914/1918 |

## Kronskamp
| ID | Lage    | Bezeichnung | Beschreibung | Bild |
| -- | ------- | --- | ------------ | --- |
|    |         | Garfs Villa mit Nebengebäude und Park                                                                             |              | |
|    |         | kleiner Friedhof mit Christusskulptur von Berwald                                                                 |              | |
|    | (Karte) | Müritz-Elde-Wasserstraße, Lewitz-Schleuse mit Schleusenwärterhaus, Schleusenkammer und -toren und Wasserkraftwerk |              | Müritz-Elde-Wasserstraße, Lewitz-Schleuse mit Schleusenwärterhaus, Schleusenkammer und -toren und Wasserkraftwerk |
|    | (Karte) | Gefallenendenkmal 1914/1918 und 1939/45                                                                           |              | Gefallenendenkmal 1914/1918 und 1939/45                                                                           |

## Neuhof
| ID | Lage       | Bezeichnung               | Beschreibung | Bild |
| -- | ---------- | ------------------------- | ------------ | ---- |
|    | Dorfstraße | Gefallenendenkmal 1914/18 |              |      |
|    | Dorfstraße | Transformatorenhaus       |              |      |

## Tuckhude
| ID | Lage                               | Bezeichnung                | Beschreibung | Bild                       |
| -- | ---------------------------------- | -------------------------- | --- | -------------------------- |
|    | Friedrichsmoorsche Allee 1 (Karte) | Wohnhaus (Wiesenmeisterei) | Das 1862 erbaute Gebäude war Sitz der Verwaltungsbehörde des herzoglichen Hofes für die Lewitz, die für die Unterhaltung der Gräben, Wege, Brücken, die Regulierung der Be- und Entwässerung, die Beobachtung der Wasserstände und die Sicherstellung der Heuernte zuständig war. Heute ist die Wiesenmeisterei agrarhistorische Bildungsstätte. | Wohnhaus (Wiesenmeisterei) |